# علم سلامة الأدوية
علم سلامة الأدوية هو فرع من علم الأدوية يختص في كشف واستقصاء الآثار الديناميكية الدوائية غير المرغوبة للكيانات الدوائية الجديدة (إن سي إي إس) على الوظائف الفسيولوجية نسبةً إلى التعرض للمادة في مجالها العلاجي أو أعلى منه.
تشمل الأجهزة العضوية الأساسية (تُدعى أيضًا أنظمة المجموعات الخلوية الرئيسة) ما يلي:
- الجهاز العصبي المركزي.
- الجهاز القلبي الوعائي.
- الجهاز التنفسي.

تشمل الأجهزة العضوية الثانوية المهمة:
- الجهاز الهضمي.

- الجهاز الكلوي.

يجب أن تكتمل دراسات السلامة الدوائية قبل تجريب المادة على البشر (أي قبل المرحلة الأولى من التجارب السريرية) وتوضع الإرشادات الناظمة في ملف المجلس الدولي للتنسيق «آي سي إتش إس 7 إيه» والملفات الأخرى.

## الأهداف الرئيسة لعلم سلامة الأدوية
تنقسم أهداف التقييم غير السريري للسلامة الدوائية إلى ثلاث:
- حماية المتطوعين في المرحلة الأولى من التجربة السريرية من الآثار الجانبية الحادة للأدوية.
- حماية المرضى (بما فيهم المرضى المشاركين في المرحلتين الثانية والثالثة من التجارب السريرية).
- تقليص مخاطر الفشل في أثناء تطوير الدواء ومراحل ما بعد التسويق التي قد تنجم عن الآثار الديناميكية الدوائية غير المرغوبة.

## القضايا الأساسية
تُعد القضايا الأساسية التالية من صلب علم السلامة الدوائية:
- كشف مسؤولية الدواء عن الآثار الجانبية (أي تحديد المخاطر).
- استقصاء آلية تأثير الدواء (تقييم الخطورة).
- حساب هامش السلامة المتوقع.
- النتائج المفترضة لمراقبة السلامة السريرية.
- استراتيجيات تخفيف الأخطار (تدبير الخطورة).

## خلفية
يعود أول ظهور لمصطلح «علم السلامة الدوائية» في الأدب المنشور إلى عام 1980. من المؤكد أن المصطلح كان شائع الاستخدام في الثمانينيات ضمن قطاع الصناعة الدوائية لوصف التقييم الدوائي غير السريري للآثار غير المقصودة للأدوية المرشحة للموافقة التنظيمية. كان هذا المصطلح في ذاك الوقت جزءًا من التقييم الأوسع لعلم الأدوية العام، الذي يتعامل مع نتائج استخدام الأدوية المرشحة التي تتجاوز التأثيرات العلاجية المقصودة لها. أصدرت وزارة الصحة والعمل والرفاهية الدليل الإرشادي المفصل الوحيد الذي يحدد متطلبات السلطة التنظيمية الدوائية للدراسات الدوائية العامة.
لم يعد مصطلح «علم الأدوية العام» مستخدمًا اليوم، وفرقت الدلائل الإرشادية الصادرة عن المجلس الدولي للتنسيق إس 7 إيه بين الديناميكية الدوائية الأولية («الدراسات المجراة على نمط عمل المادة و/أو تأثيراتها نسبةً إلى الهدف العلاجي المرغوب من استعمالها»)، والديناميكية الدوائية الثانوية («الدراسات على نمط عمل المادة و/أو تأثيراتها بصرف النظر عن الأهداف العلاجية المرغوبة») وعلم السلامة الدوائية («الدراسات التي تستقصي تأثيرات الديناميكية الدوائية المحتملة غير المرغوبة للمادة على الوظائف الفيسيولوجية نسبةً إلى التعرض للدواء ضمن المجال العلاجي أو أعلى منه»).
شكل إطلاق لجنة المنتجات الطبية المسجلة (سي بّي إم بّي) التابعة لوكالة الأدوية الأوروبية مسودة ملف «نقاط للنظر فيها» حول مرض «تطاول الفاصلة كيو-تي» دافعًا كبيرًا لضبط السلامة الدوائية. صدر هذا الملف بصيغته النهائية في السنة التالية. زادت أهمية هذه المبادرة نتيجة المخاوف المتزايدة من الموت المفاجئ الذي يسببه مرض انقلاب الذرى المحرض بالأدوية، وهو اضطراب نظم قلبي قاتل. لاحقًا في 2005، تناولت الكتيبات الإرشادية في ملف المجلس الدولي للتنسيق إس 7 بي هذه القضية.